# الأتراك البيض

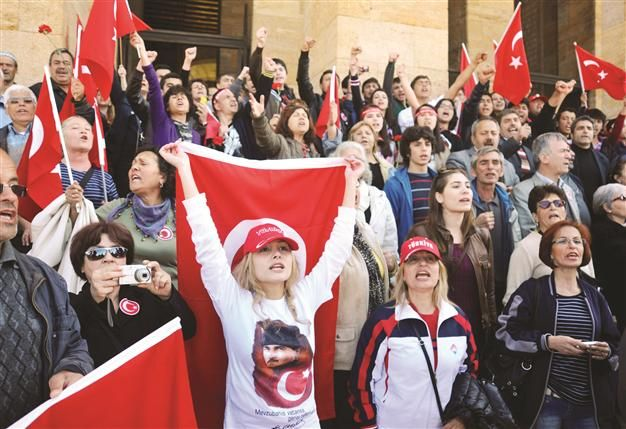
أتراك بيض عند قبر مصطفى كمال أتاتورك، مؤسس الجمهورية التركية

الأتراك البيض (بالتركية: Beyaz Türkler) هو مصطلح يستخدم في تركيا لسكان الحضر وهو يشمل القيم التقدمية والعلمانية والغربية والجمهورية. يتناقض الأتراك البيض مع ما يسمى الأتراك السود (بالتركية: Kara Türkler أو Siyah Türkler)، وهو اسم للمحافظين الإسلامويين، الذين عادة ما يكونون الأقل تعليمًا بين سكان الأناضول الريفيين في الأصل. يرتبط المصطلحان بظهور طبقة متوسطة منذ نهاية القرن العشرين، وهو تعبير عن وعي النخبة وكذلك ازدراء لجزء من السكان ينظر إليهم على أنه متخلفون.[بحاجة لمصدر] لقد كانت جهود الحضارة جزءً من مخيلة جميع النخب التركية منذ إصلاحات التنظيمات العثمانية.

يصف أناند جيريدهارداس الانقسام بين الأتراك البيض والسود بأنه «حرب ثقافية غير عادية حول معنى أن تكون تركيًا»: 
 المعركة - التي حدثت في السياسة الوطنية وأيضًا في تفاصيل الحياة اليومية - أصبحت، حرفيًا، سوداء وبيضاء. في إحدى الزوايا يوجد «أتراك بيض» يقدسون مؤسس الجمهورية كمال أتاتورك ومهمته لإعادة تشكيل صورة تركيا في أوروبا - علمانية، وجمهورية، تم تطهيرها من الموروثات العثمانية. وفي الزاوية الأخرى يوجد «الأتراك السود»، المسلمون المحافظون الذين تم تهميشهم لعقود في أمة ذات أغلبية مسلمة، واستبعدوا من النخبة التركية - حتى، في عام 2003، حين أصبح أحدهم رئيس وزراء شعبوي وبدأ ما يعتبره الأتراك السود إعادة للتوازن الصحي وكذلك ما يعتبره العديد من الأتراك البيض، سياسة الاستياء، أو ما هو أسوأ، الانتقام. 
 غالبًا ما يصف أردوغان نفسه بأنه تركي أسود. اُستخدم هذا المصطلح أيضًا من قبل المرشح الرئاسي لعام 2018 محرم اينجه لوصف نفسه، مدعيًا أن أردوغان لم يعد تركيًا أسود.
في مقاربة ساخرة للثنائي المفاهيمي، كتب مؤمن سيكمان في كتابه "Türk Usulü Başarı" أن الأتراك السود يستمعون، من بين أمور أخرى، إلى موسيقى الأرابيسك والموسيقى الشعبية، بينما يفضل الأتراك البيض الموسيقى الغربية والبوب التركي. رتب الأتراك السود زيجات، وبينما يختار الأتراك البيض شركائهم؛ يلتقي الأتراك البيض في المطارات، بينما يستخدم الأتراك السود محطات الحافلات.

يعتبر أرطغرل أوزكوك من صحيفة حريت نفسه تركيًا أبيض ويعمم المجموعة على النحو التالي: 
 وذكر أيضًا في عام 2014 أن الأتراك البيض صاروا المجموعة المضطهدة الجديدة في تركيا بعد الكرد والعلويين في ظل الحكم الحالي لحزب العدالة والتنمية، وأن الأتراك البيض المهمشين بشكل متزايد يجب أن «يتعلموا القتال من خلال الدفاع عن أنماط حياتهم».

## الأصول
يُعتقد أن هذه المصطلحات قد صاغها في الأصل الصحفي الراحل أوفوك جولديمير [التركية]
 في كتابه عام 1992 "Teksas Malatya". كان من المفترض أن يكون مصطلح «الأتراك البيض» مشابهًا لمصطلح واسب الأمريكي، واستخدم لوصف النخبة القديمة التي عارضت رئيس الوزراء آنذاك توركوت أوزال بسبب أصله الكردي وتدينه وعدم تأديته الخدمة العسكرية. تم تناول المصطلح لاحقًا من قبل عالم الاجتماع نيلوفر جول وأشاعه كتاب الأعمدة الأتراك والصحفيون وعلماء السياسة الذين استخدموه للإشارة إلى مجموعات اجتماعية مختلفة في تركيا.

## الأتراك الرماديين
كما لاحظ بعض المراقبين، مثل عائشة سوزين ونيلوفر نارلي، ظهور مجموعة ثالثة من «الأتراك الرماديين»، الذين هم حضريون ومتعلمون جيدًا ويستمتعون بالموسيقى والأفلام الغربية، لكنهم مسلمون أتقياء. يستخدم البعض المصطلح للإشارة إلى الأتراك السود الطامحين الذين تسلقوا السلم الاجتماعي والاقتصادي خلال عهد توركوت أوزال واكتسبوا زخمًا خلال حكم حزب العدالة والتنمية الحالي.

## روابط خارجية
- الأتراك البيض، والأتراك السود - دير شبيغل (بالتركية)